# توكسافين
توكسافين هو اسم عام لمجموعة من المركبات العضوية الكلورية التي تستخدم بشكل أساسي كمبيد حشري لنبات القطن. تنتج مركبات التوكسافين من كلورة الكامفين، ويوجد أكثر من 670 مركب كيميائي يندرج تحت هذا الاسم، تختلف عن بعضها في درجة الكلورة.

## التحضير
تحضر مركبات التوكسافين من تفاعل الكلور مع الكامفين.
إن مركبات التوكسافين محظورة الاستخدام حسب اتفاقية استكهولم بشأن الملوثات العضوية الثابتة.

## الخواص
توجد مركبات التوكسافين على شكل صلب أصفر اللون شمعي القوام.

## الاستخدامات
استخدمت مركبات التوكسافين سابقاً لرش القطن في جنوبي الولايات المتحدة خلال أواخر ستينات وسبعينات القرن العشرين.

## السلامة والشؤون البيئية
يعد التوكسافين من الملوثات، وهو مقاوم للتحلل حيث يمكن أن يبقى أثره لمدة تصل إلى 14 سنة، خاصة في التربة. كما بينت الاختبارات على الحيوانات، وخاصة الجرذان والفئران، أن مركبات التوكسافين مؤذية، حيث تؤثر على الجهاز العصبي المركزي، كما أن التعرض لها بترافق بتغيرات شكلية في الغدة الدرقية والكبد والكليتين. كما أن له أضرار على صحة الإنسان.